# 고양시 덕양구 갑
고양시 덕양구 갑은 대한민국의 옛 국회의원 선거구이다. 당시 경기도 고양시 덕양구의 일부 지역을 관할했다.

## 역사
제16대 국회의원 선거를 앞두고 고양시 덕양구 선거구가 갑, 을로 분구되면서 신설되었다. 신설 당시 덕양구 주교동·원신동·흥도동·성사1동·성사2동·고양동·관산동·화정1동·화정2동을 관할하였다. 
대한민국 제20대 국회의원 선거를 앞두고 고양시 지역의 선거구가 개편되었다. 이에 고양시 덕양구 갑 선거구의 관할구역에 일산동구 식사동을 편입하여 고양시 갑 선거구를 이루게 됨에 따라 폐지되었다.

## 역대 국회의원
| 선거   | 정당 | 정당         | 의원   |
| ------ | ---- | ------------ | ------ |
| 2000년 |      | 새천년민주당 | 곽치영 |
| 2003년 |      | 개혁국민정당 | 유시민 |
| 2004년 |      | 열린우리당   | 유시민 |
| 2008년 |      | 한나라당     | 손범규 |
| 2012년 |      | 통합진보당   | 심상정 |

## 역대 선거 결과

### 대한민국 제16대 국회의원 선거
|  | 49.95% |

|  | 41.02% |

|  | 6.64% |

|  | 2.37% |

### 2003년 대한민국 재보궐선거
|  | 43.28% |

|  | 39.09% |

|  | 7.99% |

|  | 4.57% |

|  | 2.68% |

|  | 2.40% |

### 대한민국 제17대 국회의원 선거
|  | 47.93% |

|  | 37.27% |

|  | 8.34% |

|  | 6.44% |

### 대한민국 제18대 국회의원 선거
|  | 43.50% |

|  | 37.67% |

|  | 11.54% |

|  | 5.36% |

|  | 1.35% |

|  | 0.55% |

### 대한민국 제19대 국회의원 선거
|  | 49.37% |

|  | 49.18% |

|  | 1.43% |